# Río Cuarto
Río Cuarto – miasto w środkowej Argentynie w prowincji Córdoba, nad rzeką Cuarto.
Liczba mieszkańców w 2010 roku wynosiła ok. 161 tys.
W mieście rozwinął się przemysł spożywczy, skórzany oraz metalowy.

## Współpraca
- Abilene, Stany Zjednoczone
- Chillán, Chile
- Valparaíso, Chile
- Vinaròs, Hiszpania